# Noxacusis
Noxacusis of pijnhyperacusis is een vorm van hyperacusis waarbij patiënten pijn in de oren ervaren na blootstelling aan geluiden die voor mensen met normale oren niet pijnlijk zijn. Dit in tegenstelling tot luidheidhyperacusis, waar patiënten geluiden luider ervaren dan ze werkelijk zijn. Symptomen zijn brandende, stekende, doffe of kloppende pijn in het oor.

## Oorzaken

### Schade in het binnenoor
Een theorie over de oorzaak is dat type II-gehoorzenuwvezels in het binnenoor geactiveerd worden door activering van adenosinetrifosfaat (ATP) door het sluiten van KCNQ-kaliumkanalen na schade aan de buitenste haarcellen. Deze zenuwvezels zenden dan pijnsignalen uit.

### Inflammatie van het middenoor
Een andere theorie is dat pijnhyperacusis optreedt door overbelasting van de musculus tensor tympani in het middenoor na gehoorschade en/of een akoestische schok. Na de schok of opgetreden schade spant de tensory tympani overmatig aan en treedt inflammatie op, die de nervus trigeminus, het trigeminocervicale complex (TCC) en de cortex activeren. Soms is de geluidsprikkel die een akoestische schok veroorzaakt niet luid genoeg om schade aan het gehoor te veroorzaken, maar toch kan dit tot pijnhyperacusis leiden.
In dit model leidt een akoestische schok tot een verminderde zuurstoftoevoer naar de tensor tympani, wat op zijn beurt (na verschillende stappen) kan leiden tot pijn.
Proinflammatoire moleculen, die de musculus tensor tympani afgeeft na een verwonding, verspreiden zich naar het slijmvlies in het middenoor. Dit kan de pijn veroorzaken die hyperacusispatiënten ervaren. De buis van eustachius voert dit slijmvlies af van het middenoor, maar dit kan slecht functioneren als het slijmvlies ontstoken is. Verder zouden de ontstekingsmoleculen in het middenoor zich kunnen verspreiden naar het binnenoor (door het ronde venster), het orgaan van Corti kunnen bereiken en de type II afferente neuronen die verbonden zijn met de buitenste haarcellen kunnen activeren (zie "Schade in het binnenoor"). 
Het TCC is een kruispuntstructuur die sensorische input van verschillende bronnen integreert, waaronder het hoofd-hals complex en het middenoor. Deze sensorische input wordt vervolgens teruggeprojecteerd naar het middenoor, waardoor een tweerichtingscommunicatieweg ontstaat. De ontstekingscyclus in het middenoor zorgt ervoor dat de TCC pijnsignalen stuurt naar gebieden buiten het oor (uitstralende pijn). Dit wordt veroorzaakt doordat de TCC pijnlijke sensaties naar de nervus trigeminus stuurt, wat leidt tot pijn in gebieden die door deze zenuw worden geïnnerveerd.

## Behandeling
Audiologen en KNO-artsen raden het gebruik van gehoorbescherming in normale geluidsomgevingen vaak af, omdat het hyperacusis zou kunnen veroorzaken of verergeren. Dit advies is gebaseerd op een onderzoek bij vijf gezonde vrijwilligers die gedurende twee weken minstens 23 uur lang oordoppen moesten dragen. Deze vrijwilligers meldden dat zij na de behandeling −5 tot −9 dB intense tonen nodig hadden om hetzelfde luidheidsgevoel te bereiken als voor het experiment. Deze studie maakt echter geen melding van pijn die uitgelokt wordt door geluid (de auteurs vermelden een "oncomfortabel luide" reactie), noch werd het experiment later uitgebreid naar hyperacusispatiënten.
Geluidstherapie is een vaak voorgestelde behandeling voor patiënten met (pijn)hyperacusis. Een paper uit 2019 concludeerde echter dat er meer onderzoek nodig is om de concrete werking en effectiviteit van verschillende soorten geluidstherapie te bepalen. Volgens hetzelfde onderzoek is het niet duidelijk of de verbetering van de symptomen van patiënten een gevolg is van de geluidstherapie of een andere behandeling. Een vergelijkende studie tussen personen met luidheid- en pijnhyperacusis besluit dat patiënten met pijn minder nut aan geluidstherapie ervaren.

## Tolerantie
Loudness discomfort level (LDL) is een Engelse term die gebruikt wordt om het tolerantieniveau van mensen met (pijn)hyperacusis te bepalen. Bij (pijn)hyperacusispatiënten is dit niveau lager.

## Terugval
Uit een online bevraging in 2019 bij hyperacusispatiënten met pijn blijkt dat patiënten door luide geluiden een terugval kunnen ervaren die hun symptomen verergeren. Een herstel van zulke terugvallen kan weken tot maanden duren. 14% van de ondervraagde patiënten gaven aan dat een terugval tot permanent verergerde symptomen leidt. Patiënten proberen deze terugvallen te vermijden, meestal door oordoppen te dragen of luide geluiden te vermijden.

## Onderzoek
In een studie met ratten onderdrukte het medicijn Trobalt de activatie van de type II-zenuwvezels die mogelijk gelinkt zijn aan pijnhyperacusis.